# جان جاك بيتر
جان جاك بيتر (بالفرنسية: Jean-Jacques Petter)‏ هو عالم حيوانات فرنسي، ولد في 3 يوليو 1927 في باريس في فرنسا، وتوفي بنفس المكان في 26 مايو 2002.